# Jonathan Lipnicki
Jonathan William Lipnicki (Westlake Village, 22 de outubro de 1990) é um ator e produtor estadunidense. É mais conhecido por seus papéis nos filmes de Hollywood Jerry Maguire, Stuart Little, The Little Vampire e Like Mike.

## Início de vida
Lipnicki nasceu na Califórnia, sendo filho de Rhonda e do judeu Joseph Lipnicki. Tem uma irmã mais velha, Alexis nascida em 1987. Seu pai nasceu em um acampamento de refugiados na Alemanha, cresceu em Montreal, Quebec, Canadá e imigrou para os Estados Unidos em 1964, em resposta aos acontecimentos envolvendo o Movimento pela independência de Quebec.

## Carreira
Lipnicki fez sua estreia no cinema em 1996, em Jerry Maguire como filho de Renée Zellweger. Posteriormente apareceu em The Single Guy, The Jeff Foxworthy Show, Meego e Dawson's Creek. Em 1999 coestrelou o filme Stuart Little, interpretando um garoto cuja família adota um rato falante, um papel que teve sua sequência em 2002. Lipnicki também desempenhou o papel principal no filme de 2000 The Little Vampire, contracenou com Bow Wow em Like Mike de 2002, que foi lançado duas semanas antes de Stuart Little 2.
Durante a adolescência, afastou do cinema, porém, na década de 2010 atuou em séries de TV, como em 2016 em Interns of F.I.E.L.D..

## Filmografia
| Ano  | Filme                                           | Papel            |
| ---- | ----------------------------------------------- | ---------------- |
| 2012 | Tag                                             | Rush             |
| 2011 | For the Love of Money                           | Yoni jovem       |
| 2005 | The L. A Riot Spectacular                       | Tom Saltine jr.  |
| 2003 | When Zachary Beaver Came To Town                | Tody Wilson      |
| 2002 | Stuart Little 2 (O Pequeno Stuart Little 2)     | George Little    |
| 2002 | Like Mike (Pequenos Grandes Astros)             | Murph            |
| 2000 | The Little Vampire (O Pequeno Vampiro)          | Tony Thompson    |
| 1999 | Stuart Little (O Pequeno Stuart Little)         | George Little    |
| 1998 | Doctor Dolitlle (Dr. Dolittle)                  | bebé Tigre (Voz) |
| 1996 | Jerry Maguire (Jerry Maguire - A Grande Virada) | Ray Boyd         |

## Televisão
| Ano         | Série                       | Papel            | Notas        |
| ----------- | --------------------------- | ---------------- | ------------ |
| 2009        | Glenn Martin DDS            | (Voz)            | 1 episódio   |
| 2009        | Monk: Um Detetive Diferente | Rudy Smith       | 1 episódio   |
| 2005        | Uma Família da Pesada       | Wesly (Voz)      | 1 episódio   |
| 2003        | O Toque de um anjo          | Stan             | 1 episódio   |
| 2000        | Dawson's Creek              | Buzz Thompson    | 3 episódios  |
| 1997        | Meego                       | Alex Parker      | 13 episódios |
| 1997        | The Single Guy              | Rudy             | 1 episódio   |
| 1996 / 1997 | The Jeff Foxworthy Show     | Justin Foxworthy | 15 episódios |